# Lord Lieutenant of Ireland

Standarte des Lord Lieutenant of Ireland

Der Lord Lieutenant of Ireland [lɔːd lɛfˈtɛnənt əv ˈaɪələnd] (Plural: Lords Lieutenant; irisch Fear Ionaid an Rí), auch bekannt als Justiciar of Ireland im Mittelalter bzw. später als Lord Deputy bis zum 17. Jahrhundert, war der Repräsentant des englischen Königs und Kopf der irischen Exekutive während der Lordschaft Irland (1171–1541), dem Königreich Irland (1541–1800) und dem Vereinigten Königreich von Großbritannien und Irland (1801–1922). Auch als Kopf eines theoretisch unabhängigen Irischen Königreichs, war der Lord Lieutenant (bzw. Judiciar oder Lord Deputy) immer ein Vertreter der englischen Krone und musste sich nicht vor dem irischen Parlament bzw. dem irischen Volk verantworten.
Der Inhaber des Amtes, das im Laufe der Zeit drei verschiedene offizielle Titel hatte, war im allgemeinen Sprachgebrauch als viceroy (Vizekönig; vom französischen vice roi) bekannt.
Die ersten Lord Deputies waren irische Adlige. Seit dem Mittelalter waren, bis auf sehr wenige Ausnahmen, die Amtsinhaber englische oder britische Edelmänner.

## Aufgaben
Der königliche Repräsentant hatte eine Reihe von sich überlappenden Aufgaben:
1. Vertretung des Königs
2. Kopf der Exekutive in Irland
3. (teilweise) Mitglied des englischen oder britischen Parlaments
4. (teilweise) Oberbefehlshaber in Irland
5. Grand Master des Order of Saint Patrick

Vor dem Act of Union aus dem Jahr 1800, der das irische Parlament abschaffte, verkündete der Lord Lieutenant in der Thronrede die Richtlinien der Regierung. Der Lord Lieutenant besaß die effektive Kontrolle über das Parlament und vergab Adelstitel, die Baronets sowie verschiedene Staatsehren. Kritiker beschuldigten daher diverse Amtsinhaber, das Parlament mit Hilfe von Adelstiteln gekauft zu haben; im Juli 1777 beförderte der Lord Lieutenant John Hobart, 2. Earl of Buckinghamshire, fünf Viscounts zu Earls sowie sieben Barone zu Viscounts und ernannte 18 neue Barone. Die Titelvergabe wurde auch dazu verwendet, Parlamentsmitglieder zur Befürwortung des Act of Union zu überreden.

## Konstitutionelle Strukturen
Der Lord Lieutenant wurde innerhalb der Regierung vom irischen Staatsrat (Irish Privy Council) beraten, einem Gremium, das sich in der Regel im Dublin Castle versammelte. Unterstützt wurde der Lord Lieutenant auch durch folgende Ämter:
1. Chief Secretary for Ireland – ursprünglich erster Berater des Lord Lieutenant; seit dem Ende des 19. Jahrhunderts aber prinzipiell der Premierminister der Regierung mit dem Lord Lieutenant als dem persönlichen Vertreter des konstitutionellen Monarchen in (überwiegend) repräsentativer und beratender Rolle.
2. Under Secretary for Ireland – Vorsitzender des öffentlichen Dienstes in Irland
3. Lord Justice – drei Amtsinhaber, die in dessen Abwesenheit im Namen des Lord Lieutenants agierten. Die Lords Justice waren vor 1800 der Lordkanzler von Irland, der Sprecher des irischen Unterhauses und der Erzbischof von Armagh der Church of Ireland, der „Primas von ganz Irland“

## Amtsdauer
Lord Lieutenants hatten keine festgelegte Amtsdauer, sondern blieben so lange im Amt, wie es der britischen Regierung gefiel. Nach dem Fall einer Regierung wurde meist auch der Lord Lieutenant durch einen Unterstützer der neuen Regierung ersetzt.

## Amtsinhaber

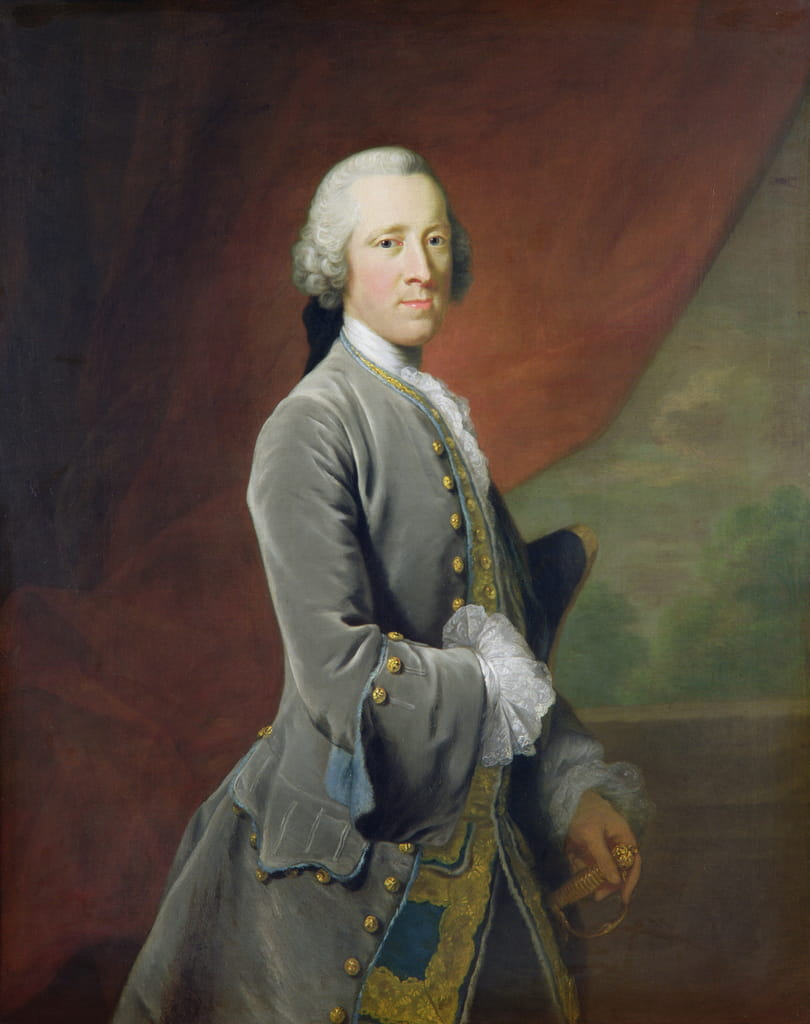
William Cavendish, 4. Duke of Devonshire
Lord Lieutenant of Ireland

Bis in die 1500er Jahre hinein bekleideten irische oder anglo-irische Adlige (z. B. Gearoid Mór Fitzgerald, 8. Earl of Kildare) traditionell das Amt des Lord Deputy, doch nach dem Beginn der Plantations ging das Amt bis auf wenige Ausnahmen auf englische Adlige über. Der letzte irische Katholik in diesem Amt war von 1685 bis 1691 Richard Talbot, 1. Earl of Tyrconell.
Bis in die 1780er Jahre lebte kein englischer Lord Lieutenant in Irland. Stattdessen reisten sie lediglich zu Versammlungen des irischen Parlaments nach Dublin, was alle zwei Jahre für ein paar Monate der Fall war. Erst danach beschloss das englische Kabinett, dass eine stetige Präsenz in Irland für das Amt notwendig sei, um die öffentlichen Angelegenheiten in Irland zu regeln.
Nur englische oder britische Edelmänner konnten Lord Lieutenant werden. Nach der Glorreichen Revolution konnten nur Anglikaner dieses Amt bekleiden, obwohl die Mehrheit der irischen Bevölkerung Katholiken waren. Erst 1921 wurde mit Edmund Fitzalan-Howard, 1. Viscount FitzAlan of Derwent wieder ein Katholik Lord Lieutenant; er war der letzte Amtsinhaber.

## Bedeutung
Die Bedeutung dieses Amtes schwankte im Laufe der Zeit. Manchmal war der Posten lediglich ein Abstellgleis für englische Politiker, die im Parlament in Westminster in Ungnade gefallen waren, in anderen Jahren war es ein wichtiger Karriereschritt. Zwei Lords Lieutenant (William Cavendish und William Henry Cavendish-Bentinck) wechselten von Dublin aus direkt nach London als Premierminister.
In der Mitte des 19. Jahrhunderts wurde die politische Bedeutung des Amtes auf einen symbolischen Posten reduziert, der über die irische Verwaltung wachte, diese aber nicht befehligte. Stattdessen erlangte der Chief Secretary of Ireland immer mehr Bedeutung.

## Residenz
Die offizielle Residenz des Lord Lieutenant war Dublin Castle. Sommerresidenzen waren Abbeville in Kinsealy, Chapelizod House und St. Wolfstan's in Lucan. Die Lords Deputy Gearoid Mór Fitzgerald und Gearoid Óg Fitzgerald (beide gebürtige Iren) lebten u. a. auch in ihrem Schloss in Maynooth in der Grafschaft Kildare.
Nachdem der Lord Lieutenant dauerhaft in Irland leben musste, wurde eine Änderung des Quartiers notwendig. 1781 kaufte die britische Regierung eine Residenz im Phoenix Park in Dublin, welche sie umbaute und in Viceregal Lodge umbenannte (heute die Residenz des irischen Präsidenten: Áras an Uachtaráin). Doch erst in den 1820er Jahren wurde das Gebäude regelmäßig von den Lords Lieutenant bewohnt.